# The House of Rothschild
The House of Rothschild (Brasil: A Casa de Rothschild) é um filme norte-americano de 1934, do gênero drama biográfico e histórico, dirigido por Alfred L. Werker baseado em peça teatral de George Hembert Westley.

## Produção
Produzido pela 20th Century Pictures, que logo em seguida se fundiria com a Fox Film Corporation para formar a 20th Century Fox, The House of Rothschild é, talvez, o melhor filme do diretor Alfred Werker. O roteiro, baseado em peça não montada de George Hembert Westley, não só enaltece a riqueza, mas também traça a crônica da sobrevivência da famosa família judia.
Apesar de filmado em preto e branco, a última sequência, aquela em que Nathan Rothschild recebe o título de barão das mãos do Príncipe Regente, foi rodada em Technicolor.
Pensado como um ataque ao crescente antissemitismo na Alemanha, The House of Rothschild recebeu um golpe de Joseph Goebbels, que o editou para transformá-lo em propaganda contra os judeus.
George Arliss se especializara em personagens históricos, tendo já recebido um Oscar pelo seu Benjamin Disraeli em Disraeli, de 1929. Ele já encarnara, também, Alexander Hamilton e Voltaire. Como era habitual, sua esposa, Florence Arliss, também participa do elenco.

## Sinopse
O filme conta a história da ascensão da importante família de banqueiros judeus, desde o patriarca Mayer Rothschild, no século XVIII, até o financiamento da guerra inglesa contra Napoleão, levado a efeito pelo seu filho Nathan Rothschild. Há espaço também para o romance entre a filha Julie e o Capitão Fitzroy.

## Premiações
| Prêmio | Categoria    | Situação |
| ------ | ------------ | -------- |
| Oscar  | Melhor Filme | Indicado |

- Film Daily: Dez Melhores Filmes de 1934[7]
- The New York Times: Dez Melhores Filmes de 1934[7]

## Elenco
| Ator/Atriz      | Personagem                            |
| --------------- | ------------------------------------- |
| George Arliss   | Mayer Rothschild / Nathan Rothschild  |
| Loretta Young   | Julie Tothschild                      |
| Boris Karloff   | Conde Ledrantz                        |
| Robert Young    | Capitão Fitzroy                       |
| C. Aubrey Smith | Duque de Wellington                   |
| Arthur Byron    | Baring                                |
| Helen Westley   | Gudula Rothschild                     |
| Reginald Owen   | Herries                               |
| Florence Arliss | Hanna Rothschild                      |
| Alan Mowbray    | Príncipe Metternich                   |
| Holmes Herbert  | Rowerth                               |
| Paul Harvey     | Solomon Rothschild                    |
| Ivan Simpson    | Amschel Rothschild                    |
| Noel Madison    | Carl Rothschild                       |
| Murray Kinnell  | James Rothschild                      |
| Crauford Kent   | Comerciante (creditado Craufurd Kent) |